# Toven
Toven är en sjö i Västerviks kommun i Småland och ingår i Botorpsströmmens huvudavrinningsområde. Sjön har en area på 0,687 kvadratkilometer och ligger 4,3 meter över havet.

## Delavrinningsområde
Toven ingår i det delavrinningsområde (639086-154592) som SMHI kallar för Utloppet av Toven. Medelhöjden är 18 meter över havet och ytan är 3,37 kvadratkilometer. Räknas de 55 avrinningsområdena uppströms in blir den ackumulerade arean 995,94 kvadratkilometer. Avrinningsområdets utflöde Botorpsströmmen (Tynnsån) mynnar i havet. Avrinningsområdet består mestadels av skog (67 %) och jordbruk (11 %). Avrinningsområdet har 0,63 kvadratkilometer vattenytor vilket ger det en sjöprocent på 18,6 %.